# Lechytia kuscheli
Espèce
Lechytia kuscheli est une espèce de pseudoscorpions de la famille des Lechytiidae.

## Distribution
Cette espèce est endémique de l'archipel Juan Fernández au Chili. Elle se rencontre sur l'île Robinson Crusoe.

## Description
Le mâle holotype mesure 1 mm et les femelles de 1,2 à 1,4 mm.

## Étymologie
Cette espèce est nommée en l'honneur de Guillermo Kuschel.

## Publication originale
- Beier, 1957 : Die Pseudoscorpioniden-Fauna der Juan-Fernandez-Inseln. (Arachnida Pseudoscorpionida). Revista Chilena de Entomologia, vol. 5, p. 451-464 (texte intégral).